# 茂木栄五郎
茂木 栄五郎（もぎ えいごろう、1994年2月14日 - ）は、東京都小金井市出身のプロ野球選手（内野手）。右投左打。東京ヤクルトスワローズ所属。

## 経歴

### プロ入り前
小金井市立小金井第四小学校の1年時に、武蔵府中リトルで硬式野球を始めた。小金井市立南中学校在学中には、武蔵府中シニアへ所属。1学年先輩に南貴樹、同期に横尾俊建と菅野剛士、2学年後輩に石川亮がいた。
桐蔭学園高校への進学後は、1年時の秋から「4番・三塁手」としてレギュラーに定着すると、秋季関東大会で本塁打を放った。夏の全国高等学校野球選手権神奈川大会では、2年時に通算打率.563を記録しながら、準々決勝で乙坂智・近藤健介などを擁する横浜高校に敗退。3年時には、4回戦で茅ヶ崎西浜高校の古村徹、5回戦で川崎工科高校の青柳晃洋から本塁打を放つと、井口和朋・塩見泰隆擁する武相高校との準々決勝を延長12回の末に制した。桐光学園高校との準決勝では、1年生ながら先発した松井裕樹を降板させながら4-5で惜敗。在学中の甲子園球場の全国大会への出場は無かった。硬式野球部の同期に若林晃弘、1学年後輩に山野辺翔、2学年後輩に齊藤大将がいる。
早稲田大学への進学後は、大学一年時の春から三塁手として東京六大学野球のリーグ戦へ出場する。打率.267、10打点という成績でベストナインに選ばれるとともに、チームの春季優勝に貢献した。この優勝によって進出した第61回全日本大学野球選手権大会でも、打率.357という好成績でチームを優勝に導いている。2年時の秋に不整脈を発症して手術を受けたが、実戦へ本格的に復帰した3年時の春季リーグ戦で打率.302を記録。秋季リーグ戦では、打率.514で首位打者のタイトルを手にした。4年時の春季リーグ戦では打率.390と好調で、最多本塁打（5本）と最多打点（11打点）を記録したほか、三塁手としてベストナインに再び選出。チーム6季振りのリーグ優勝に導いた。第64回全日本大学野球選手権大会でも、打率.615、2本塁打、8打点という好成績で、首位打者とMVPのタイトルを獲得。さらに、大会史上最多の10得点を記録するなど、チーム3年ぶりの優勝に貢献した。秋季リーグ戦では打率.200と振るわなかったものの、チームの2季連続リーグ優勝を経て臨んだ第46回明治神宮野球大会では打棒が復活。愛知大学との初戦で中川誠也から2安打3打点を記録すると、続く上武大学戦でも先制の適時打を放つなど、チームの準優勝に貢献した。在学中には、リーグ戦通算79試合の出場で、打率.307（277打数85安打）、10本塁打、58打点、12盗塁を記録。野球部の3学年先輩に杉山翔大、2学年先輩に横山貴明、1学年先輩に高梨雄平・有原航平・中村奨吾、同期に重信慎之介がいた。
その一方で、大学3年時の7月に開催された第27回ハーレムベースボールウィークに日本代表で出場。4年時の6月に開催の2015年ユニバーシアードでも日本代表に選ばれると、主に5番打者として打率.462を記録するなど、代表チームを優勝に導いた。
2015年10月22日に行われたドラフト会議では、東北楽天ゴールデンイーグルスから3位指名を受け、契約金6000万円、年俸1200万円（金額は推定）という条件で入団した。背番号は5。

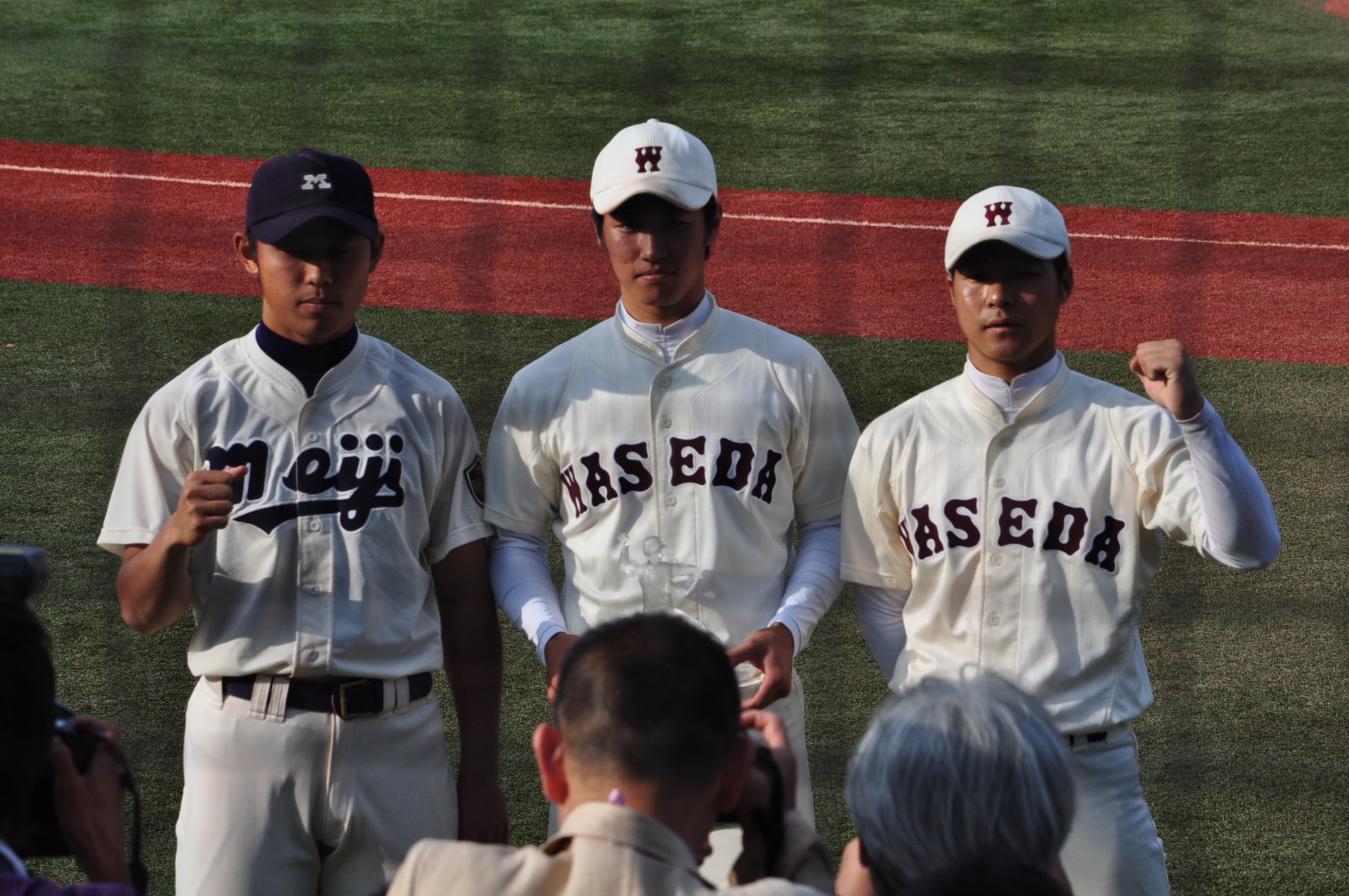
東京六大学野球 髙山俊、吉永健太朗（最優秀防御率）、茂木栄五郎の1年生3人（2012年6月4日撮影）
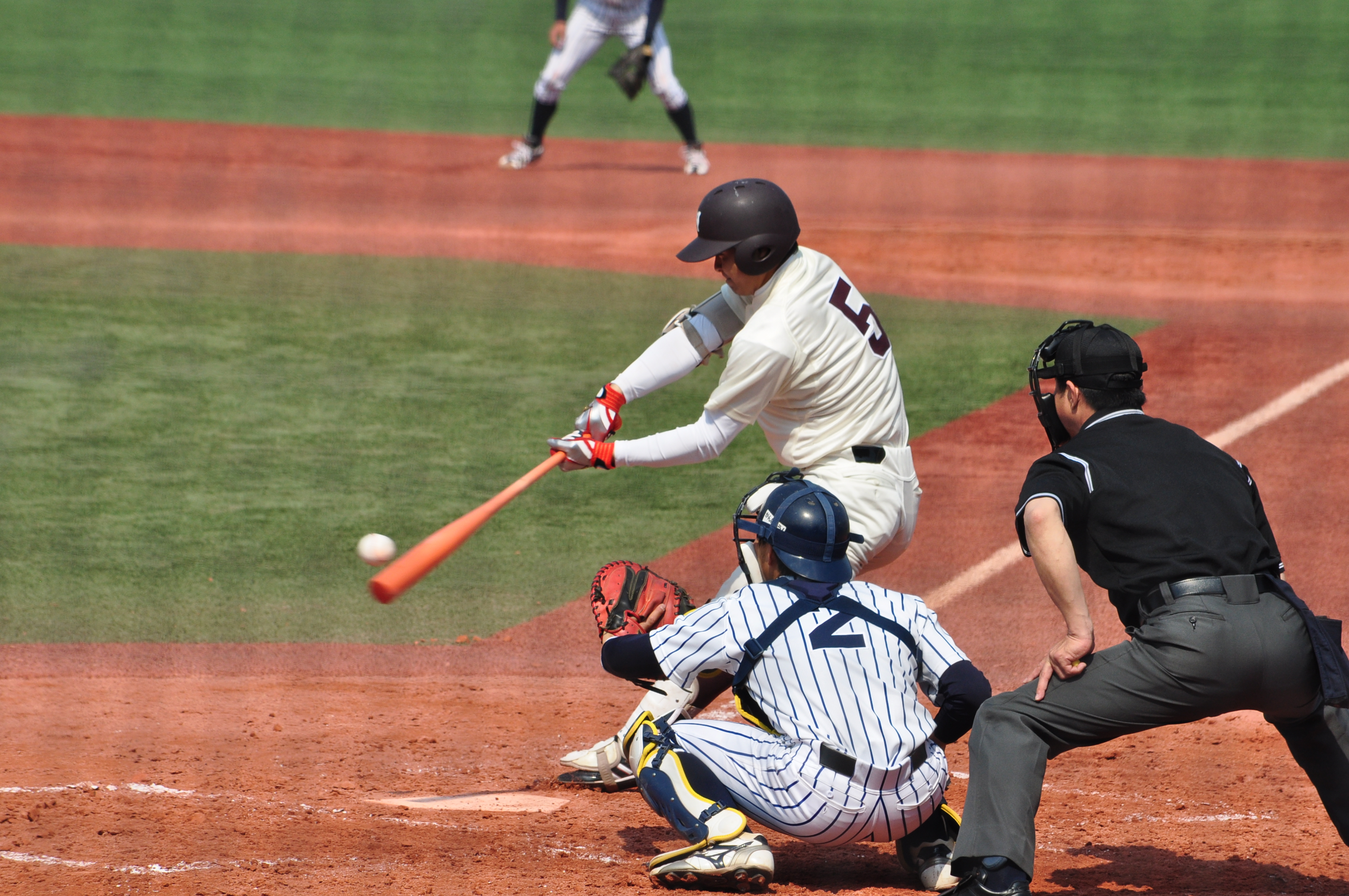
同左、 立大-早大戦（2014年4月26日撮影）

### 楽天時代

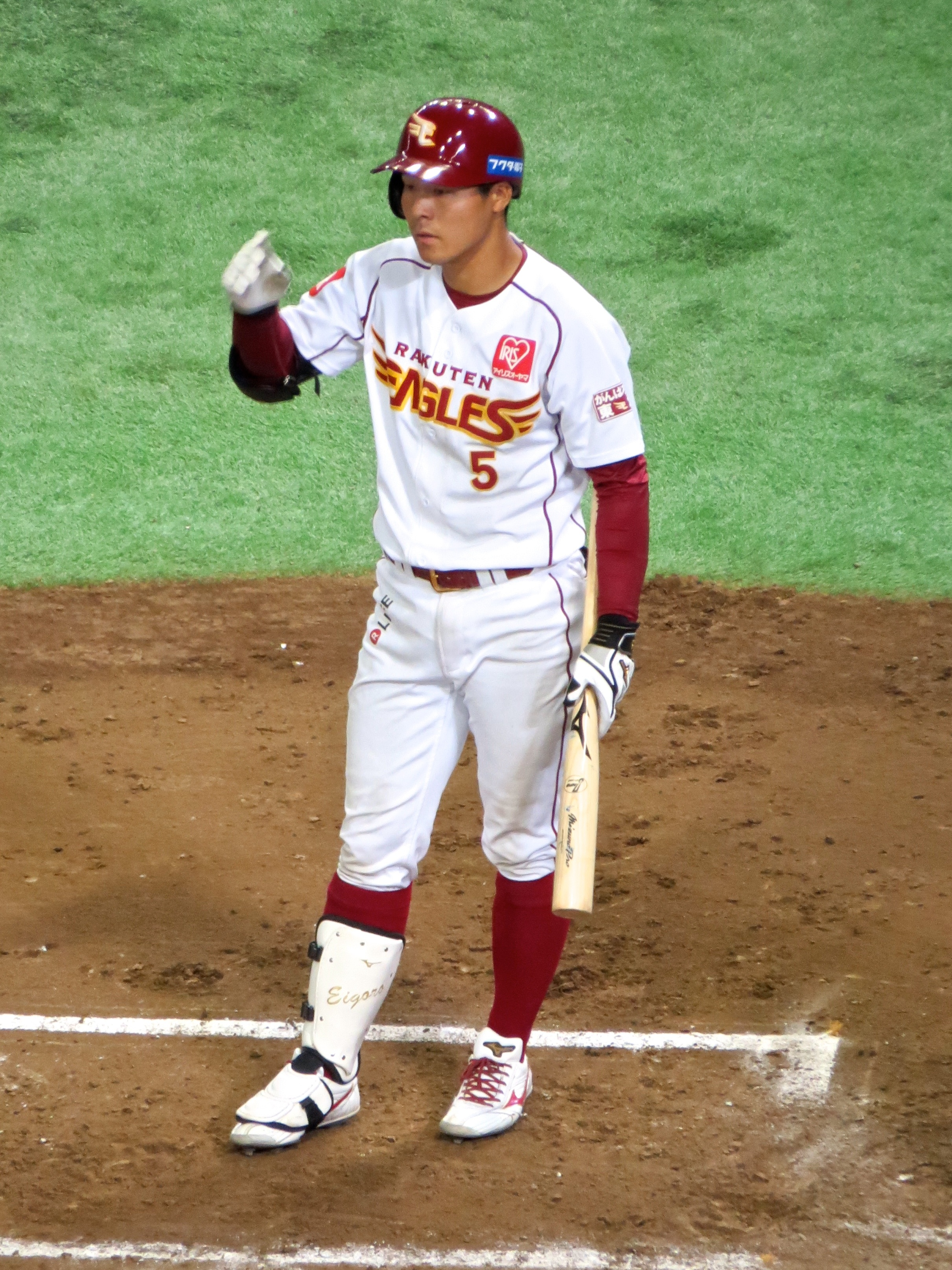
東北楽天ゴールデンイーグルス時代
（2016年4月19日、東京ドームにて）

2016年は、福岡ソフトバンクホークスとの一軍開幕戦（3月25日・楽天Koboスタジアム宮城）で、「6番・遊撃手」とし先発出場した。楽天の新人野手による一軍開幕戦での先発出場は、球団史上初の事例だった。3月26日のソフトバンク戦でリック・バンデンハークからの中越三塁打によってプロ初安打を記録すると、本来のポジション（三塁手）ではなく、チームの課題でもあった遊撃手として先発出場を続けた。4月20日の対オリックス・バファローズ戦でNPB史上15人目（パシフィック・リーグ史上7人目）の公式戦1試合5三振を喫したものの、5月11日の対埼玉西武ライオンズ戦（いずれもコボスタ宮城）で佐藤勇からプロ初本塁打を記録。5月下旬以降の試合では、3番打者を任されていた。6月26日の対ソフトバンク戦（コボスタ宮城）5回表の遊撃守備中に、捕手の足立祐一からの送球を受けると捕球体勢を崩し、盗塁で二塁へ走り込んだ一塁走者・本多雄一と二塁上で交錯。タッチの際に自身の右手と本多のスパイクの歯が接触した。この影響で出血を伴う怪我を負い、6月27日にプロ入り後初めて出場選手登録を抹消された。8月4日に一軍へ復帰すると、9月12日の対オリックス戦（コボスタ宮城）では2本塁打を記録。楽天の新人選手による一軍公式戦での1試合2本塁打は、初めての事例であった。8月25日の対ソフトバンク戦（ヤフオクドーム）では、「小学生時代以来」というランニング本塁打で2号本塁打を記録した。楽天の選手による一軍公式戦でのランニング本塁打は球団史上4人目で、NPB球団の新人選手としては、1998年の坪井智哉以来18年ぶりだった。さらに、9月19日の対埼玉西武ライオンズ戦（西武プリンスドーム）でもランニング本塁打で7号本塁打を記録した。NPBの一軍公式戦で1人の選手が1シーズン中に複数のランニング本塁打を記録した事例は、1992年に川相昌弘が2本放って以来24年ぶりで、2リーグ分立（1950年）以降の新人選手では史上初となった。シーズン終盤には、同リーグ18年ぶりの野手による新人王獲得を視野に、「茂木の打席数を増やしたい」という監督の梨田昌孝の計らいで1番打者にも起用された。結局、新人王にはNPB3年目の高梨裕稔（北海道日本ハムファイターズ）が選ばれたものの、記者投票（総数255票）で高梨（131票）に次ぐ116票を集めた。一軍公式戦全体では、117試合の出場で、チーム2位（リーグ14位）の打率.278を記録。パシフィック・リーグの新人野手ではただ1人、レギュラーシーズンの規定打席に到達した。通算の三塁打数は7本で、西野真弘と並んでリーグトップであった。また、前述したランニング本塁打2本を含めて、7本塁打を記録。
2017年は、出塁率の高さを背景に一軍公式戦の開幕から「1番・遊撃手」に固定されると、前年を上回るペースで安打や本塁打を量産した。5月14日の対ソフトバンク戦（福岡ヤフオクドーム）5回表の打席では、前年の通算本塁打を上回るシーズン8号本塁打を、「野球生活では初めて」という満塁本塁打で記録した。さらに、セ・パ交流戦前最後のパ・リーグ公式戦であった5月28日の対西武戦（楽天Koboパーク宮城）2回裏の打席で、誠からシーズン10号本塁打を放った。楽天で生え抜きの日本人野手が、一軍公式戦でシーズン2桁本塁打を記録した事例は球団史上初めてである。このような前半戦の活躍を背景に、オールスターゲームには、パ・リーグ遊撃手部門の選手間投票1位で初めて選出。しかし、6月17日の阪神タイガース戦（甲子園）で右肘を痛めてから戦線を離脱したため、オールスターゲームの出場を辞退（代替として、源田壮亮を補充選手として選出）した。この辞退に関するNPBの規定で後半戦10試合の出場停止処分を課せられたが、後半戦のチーム11試合目に当たる7月30日の対オリックス戦（京セラドーム大阪）から一軍に復帰。右肘痛の影響で守備や送球に不安が残っていたことや、戦線離脱中に球団が巨人からルイス・クルーズを金銭トレードで獲得したことから、復帰当初は「1番・指名打者」として起用された。8月9日の対日本ハム戦では、1回裏の第1打席に有原航平が投じた初球でシーズン15号本塁打を放ち、「初回先頭打者初球本塁打3本」というパ・リーグ公式戦のシーズンタイ記録（詳細後述）を達成。クルーズが出場選手登録を抹消された8月11日の対オリックス戦（京セラドーム大阪）から、遊撃手としての出場を再開した。9月以降は試合への欠場や指名打者としての出場が増えたが、チームのレギュラーシーズン最終戦であった10月10日の対ロッテ戦（koboパーク宮城）では、「1番・指名打者」として第3打席までに三塁打→二塁打→単打（内野安打）を記録。7回裏の最終打席で本塁打性の打球を放ったものの、左中間へのエンタイトル二塁打になったため球団史上初のサイクル安打達成を逃した。レギュラーシーズン全体では、打率3割に届かなかったものの、チームトップでリーグ3位の.2964にまで達した。チームのレギュラーシーズン3位で迎えた西武とのクライマックスシリーズ（CS）ファーストステージでは、「1番・遊撃手」として先発出場した10月15日の第2戦（メットライフドーム）1回表の第1打席で、十亀剣から（前身制度のプレーオフを含む）CS史上3人目の1回表初球先頭打者本塁打を記録。10月18日には、「1番・遊撃手」としてスタメンで出場したソフトバンクとのファイナルステージ第1戦（福岡ヤフオク!ドーム）でも、1回表の第1打席に東浜巨から先頭打者本塁打を放った。2007年からパ・リーグに導入されたCS制度において、ファーストステージでもファイナルステージでも初回先頭打者本塁打を記録した選手は茂木が初めてで、いずれの本塁打もチームを勝利に導いている。しかしチームは日本シリーズ進出を逃し、シリーズ期間中の11月2日に右肘のクリーニング手術を受けた。
2018年、前年に続いてレギュラーシーズンの開幕を「1番・遊撃手」として迎えたが、打撃不振と田中和基の台頭を背景に、5月から田中が1番に固定された。以降は主に2番を任されたものの、打率が.250前後で低迷したまま、8月の試合中に左ふくらはぎへ死球の影響で出場選手登録を抹消。さらに、抹消後の二軍調整中に左肩を痛めたため、一軍へ復帰できずにシーズンを終えた。一軍公式戦では3年連続の100試合出場を果たしたが、規定打席に到達できず、打率（.247）や打点（24）などで前年を大きく下回った。
2019年、前年に痛めた左肩の回復が当初の想定より遅れた影響で、春季キャンプを二軍でスタート。それでも、レギュラーシーズンの開幕を一軍で迎えると、開幕戦からスタメンで1番を任されていた田中が故障で戦線を離脱した5月中旬以降は、シーズンを通して1番に定着。自己最多の141試合に出場し、打率.282、13本塁打、55打点を記録するなど、前年の不振を脱した。
2020年、二軍監督から一軍監督へ異動した三木肇から、「野球人生で初めて」という主将に任命された。レギュラーシーズンの開幕を「1番・遊撃手」として迎えたが、新人の小深田大翔を遊撃手として起用することを前提に、シーズンの途中から主に「3番・三塁手」としてプレー。打撃も好調で、8月19日の対日本ハム戦（札幌ドーム）開始前の時点では、打率がリーグ5位の.335にまで達していた。9月11日に雨中の楽天生命パークで催された同カードでは、1点ビハインドで迎えた延長10回裏一死二塁の打席で、楽天の選手としては一軍公式戦で初めての逆転サヨナラ本塁打を玉井大翔から放っている。この一打で9月度の「スカパー! ドラマティック・サヨナラ賞」に選出された。9月下旬に腰痛を発症した影響で、同月30日に出場選手登録を抹消。そのままシーズンを終了したため、入団後初めて打率が3割を上回った一方で、出場試合（73）や本塁打（7）などは前年から半減した。12月9日に臨んだ契約交渉では、推定年俸7400万円（前年から700万円減）という条件で契約を更改し、翌年からゼネラルマネジャーと一軍監督を兼務する石井一久の要請を受けて2021年シーズンも主将を続けることが決まった。
2021年、開幕戦は「5番・三塁手」として先発出場して、シーズンでは主に「6番・三塁手」として120試合に出場した。打率.259、14本塁打、53打点の成績を残して、三塁手としてのUZRは12球団トップの数値を、warでもパ・リーグトップの数値を記録した。コンディション不良による一時離脱もあり、11月25日には腰椎椎間板ヘルニアの手術を受け、1000万円増の推定年俸8400万円で契約を更改した。
2022年、開幕戦は前年同様「5番・三塁手」として先発出場し4打数1安打を記録したものの、3月27日に新型コロナウイルスの陽性判定を受け離脱。5月13日の対西武戦で「6番・遊撃手」として復帰したが、18打数1安打1打点打率.056と極度の打撃不振に陥り、再び一軍選手登録を抹消された。6月10日に一軍復帰し、シーズン終了まで一軍に帯同したが、一軍復帰以降もスタメンを外れる試合が増え、最終的には73試合出場・打率.223・9本塁打・30打点で、打率は自己ワーストの成績に終わった。オフには1000万円減となる推定年俸7400万円で契約を更改して、翌年からは三塁手の他にも遊撃手としての練習を本格的に再開することを明言した。
2023年は、4月7日に国内FA権を取得。三塁の開幕スタメンを前年DeNAから加入した伊藤裕季也に奪われ、4月21日時点で8試合に出場（先発出場は3試合）し、打率.083と結果が残せず登録抹消となる。その後も一軍では伊藤や小深田、マイケル・フランコらが三塁のポジションを守り、プロ入りしてから故障以外で初めて長い二軍生活を送ることとなる。そのまま一軍出場はなく、二軍では72試合に出場し、打率.297、3本塁打という成績を残した。同年に取得した国内FA権を行使せず残留し、12月1日に1400万円減となる推定年俸6000万円で契約を更改した。
2024年は、「1番・一塁手」として2年ぶりに開幕スタメンを勝ち取るが、4月は打率1割台と結果が残せず徐々に代打出場が増えていった。そんな中で、代打出場した4月23日の日本ハム戦（楽天モバイル）では一時同点に追いつく第1号本塁打を放つ。6月4日の阪神戦（甲子園）では、同点で迎えた延長10回二死二塁の場面で代打起用され、ハビー・ゲラから左中間へ適時三塁打を放ち、チームの勝利に貢献。その後も代打の切り札として結果を残していたが、8月13日に体調不良で登録を抹消され、一軍昇格することはなく、46試合の出場で打率.265、1本塁打、8打点という成績でシーズンを終えた。同11月13日、出場機会を求め、前年に取得していた国内FA権を行使することを表明した。

### ヤクルト時代
2024年12月5日、東京ヤクルトスワローズに入団することが発表された。2年契約で推定年俸は7000万円プラス出来高払い、背番号は8となった。

## 選手としての特徴・人物
“走攻守”3拍子揃った内野手。打撃では初球から積極的にスイングし、卓越したバットコントロールとパンチ力で広角に長打が打てる。守備では本職は遊撃だが、内野全ポジションを守れるユーティリティー性が魅力。50メートル走は6秒0、遠投102メートル。
憧れの選手は松井稼頭央。入団2年目の2017年には、松井が西武時代の2002年に樹立した「初回先頭打者初球本塁打3本」というパ・リーグのシーズン記録を、茂木自身も達成している。
愛称は「モギー」、「もぎもぎ」、「えーちゃん」、「えーさく」など。
野球を始めたきっかけは、実兄：龍五郎の影響による。龍五郎は内野手で、国学院久我山高校を経て、立教大学を2011年に卒業するまでプレーを続けた。
兄弟構成は4人兄姉の末っ子次男。先述の兄と茂木の間に姉が2人いる。ルーキーイヤーに五男坊だと思い込んだ記者からの質問に「父方の祖父が松五郎といって、そこから「五郎」をもらい、周囲も栄えるようにという願いを込めて、『栄五郎』に命名されたようです」と語っている。
楽天入団後の2018年1月18日から2年間、小金井市の観光大使も務め、2023年にも任命されている。
楽天入団後は打席に入った際にスタンドから起こる「もぎ！もぎ！もぎえいごろう！」の専用コールがお馴染みとなっており、ヤクルト移籍後も継承された。

## 詳細情報

### 年度別打撃成績
| 年 度     | 球 団     | 試 合 | 打 席 | 打 数 | 得 点 | 安 打 | 二 塁 打 | 三 塁 打 | 本 塁 打 | 塁 打 | 打 点 | 盗 塁 | 盗 塁 死 | 犠 打 | 犠 飛 | 四 球 | 敬 遠 | 死 球 | 三 振 | 併 殺 打 | 打 率 | 出 塁 率 | 長 打 率 | O P S |
| --------- | --------- | ----- | ----- | ----- | ----- | ----- | -------- | -------- | -------- | ----- | ----- | ----- | -------- | ----- | ----- | ----- | ----- | ----- | ----- | -------- | ----- | -------- | -------- | ----- |
| 2016      | 楽天      | 117   | 481   | 424   | 56    | 118   | 20       | 7        | 7        | 173   | 40    | 11    | 4        | 21    | 2     | 30    | 0     | 4     | 95    | 8        | .278  | .330     | .408     | .738  |
| 2017      | 楽天      | 103   | 450   | 398   | 64    | 118   | 25       | 2        | 17       | 198   | 47    | 3     | 2        | 4     | 1     | 45    | 1     | 2     | 84    | 4        | .296  | .370     | .497     | .867  |
| 2018      | 楽天      | 100   | 413   | 361   | 42    | 89    | 12       | 2        | 7        | 126   | 24    | 12    | 4        | 7     | 1     | 42    | 0     | 2     | 83    | 3        | .247  | .328     | .349     | .677  |
| 2019      | 楽天      | 141   | 648   | 568   | 86    | 160   | 28       | 6        | 13       | 239   | 55    | 7     | 5        | 9     | 2     | 66    | 1     | 3     | 121   | 7        | .282  | .358     | .421     | .779  |
| 2020      | 楽天      | 73    | 321   | 276   | 43    | 83    | 14       | 4        | 7        | 126   | 33    | 8     | 3        | 0     | 1     | 39    | 0     | 5     | 52    | 4        | .301  | .396     | .457     | .852  |
| 2021      | 楽天      | 120   | 466   | 410   | 50    | 106   | 19       | 4        | 14       | 175   | 53    | 6     | 5        | 0     | 2     | 48    | 0     | 6     | 107   | 6        | .259  | .343     | .427     | .770  |
| 2022      | 楽天      | 73    | 268   | 238   | 26    | 53    | 12       | 1        | 9        | 94    | 30    | 4     | 0        | 1     | 2     | 27    | 0     | 0     | 74    | 3        | .223  | .300     | .395     | .695  |
| 2023      | 楽天      | 8     | 15    | 12    | 1     | 1     | 0        | 0        | 0        | 1     | 1     | 0     | 0        | 0     | 0     | 3     | 0     | 0     | 3     | 1        | .083  | .267     | .083     | .350  |
| 2024      | 楽天      | 46    | 75    | 68    | 6     | 18    | 4        | 1        | 1        | 27    | 8     | 0     | 0        | 1     | 1     | 5     | 0     | 0     | 13    | 0        | .265  | .311     | .397     | .708  |
| 通算：9年 | 通算：9年 | 781   | 3137  | 2755  | 374   | 746   | 134      | 27       | 75       | 1159  | 291   | 51    | 23       | 43    | 12    | 305   | 2     | 22    | 632   | 36       | .271  | .347     | .421     | .767  |

- 2024年度シーズン終了時
- 各年度の太字はリーグ最高

### 年度別守備成績
| 年 度 | 球 団 | 一塁  | 一塁  | 一塁  | 一塁  | 一塁  | 一塁     | 二塁  | 二塁  | 二塁  | 二塁  | 二塁  | 二塁     | 三塁  | 三塁  | 三塁  | 三塁  | 三塁  | 三塁     | 遊撃  | 遊撃  | 遊撃  | 遊撃  | 遊撃  | 遊撃     |
| 年 度 | 球 団 | 試 合 | 刺 殺 | 補 殺 | 失 策 | 併 殺 | 守 備 率 | 試 合 | 刺 殺 | 補 殺 | 失 策 | 併 殺 | 守 備 率 | 試 合 | 刺 殺 | 補 殺 | 失 策 | 併 殺 | 守 備 率 | 試 合 | 刺 殺 | 補 殺 | 失 策 | 併 殺 | 守 備 率 |
| ----- | ----- | ----- | ----- | ----- | ----- | ----- | -------- | ----- | ----- | ----- | ----- | ----- | -------- | ----- | ----- | ----- | ----- | ----- | -------- | ----- | ----- | ----- | ----- | ----- | -------- |
| 2016  | 楽天  | -     | -     | -     | -     | -     | -        | -     | -     | -     | -     | -     | -        | 1     | 0     | 0     | 0     | 0     | ----     | 117   | 167   | 344   | 19    | 54    | .964     |
| 2017  | 楽天  | -     | -     | -     | -     | -     | -        | -     | -     | -     | -     | -     | -        | -     | -     | -     | -     | -     | -        | 87    | 107   | 228   | 8     | 41    | .977     |
| 2018  | 楽天  | -     | -     | -     | -     | -     | -        | -     | -     | -     | -     | -     | -        | -     | -     | -     | -     | -     | -        | 98    | 139   | 231   | 11    | 48    | .971     |
| 2019  | 楽天  | -     | -     | -     | -     | -     | -        | -     | -     | -     | -     | -     | -        | 48    | 9     | 35    | 0     | 0     | 1.000    | 122   | 171   | 323   | 11    | 55    | .978     |
| 2020  | 楽天  | -     | -     | -     | -     | -     | -        | -     | -     | -     | -     | -     | -        | 38    | 28    | 60    | 1     | 6     | .989     | 45    | 67    | 103   | 5     | 25    | .971     |
| 2021  | 楽天  | -     | -     | -     | -     | -     | -        | -     | -     | -     | -     | -     | -        | 102   | 78    | 170   | 4     | 20    | .984     | 3     | 1     | 8     | 1     | 0     | .900     |
| 2022  | 楽天  | -     | -     | -     | -     | -     | -        | -     | -     | -     | -     | -     | -        | 63    | 51    | 95    | 4     | 8     | .973     | 5     | 3     | 13    | 0     | 2     | 1.000    |
| 2023  | 楽天  | -     | -     | -     | -     | -     | -        | -     | -     | -     | -     | -     | -        | 7     | 1     | 5     | 0     | 0     | 1.000    | -     | -     | -     | -     | -     | -        |
| 2024  | 楽天  | 14    | 69    | 9     | 0     | 7     | 1.000    | 5     | 8     | 11    | 0     | 5     | 1.000    | -     | -     | -     | -     | -     | -        | -     | -     | -     | -     | -     | -        |
| 通算  | 通算  | 14    | 69    | 9     | 0     | 7     | 1.000    | 5     | 8     | 11    | 0     | 5     | 1.000    | 259   | 167   | 365   | 9     | 34    | .983     | 477   | 655   | 1250  | 55    | 225   | .972     |

- 2024年度シーズン終了時
- 各年度の太字はリーグ最高

### 表彰
- 月間サヨナラ賞：1回（2020年9月[83]）

### 記録
初記録
- 初出場・初先発出場：2016年3月25日、対福岡ソフトバンクホークス1回戦（楽天Koboスタジアム宮城）、「6番・遊撃手」で先発出場
- 初打席：同上、2回裏に攝津正から中飛
- 初安打：2016年3月26日、対福岡ソフトバンクホークス2回戦（楽天Koboスタジアム宮城）、2回裏にリック・バンデンハークから中越三塁打
- 初打点：2016年4月1日、対埼玉西武ライオンズ1回戦（楽天Koboスタジアム宮城）、2回裏に菊池雄星から二塁ゴロの間に記録
- 初盗塁：2016年4月2日、対埼玉西武ライオンズ2回戦（楽天Koboスタジアム宮城）、3回裏に二盗（投手：岡本洋介、捕手：炭谷銀仁朗） ※三塁走者・ゼラス・ウィーラーと重盗
- 初本塁打：2016年5月11日、対埼玉西武ライオンズ7回戦（楽天Koboスタジアム宮城）、2回裏に佐藤勇から右越3ラン

その他記録
- 1試合5三振：2016年4月20日、対オリックス・バファローズ5回戦（楽天Koboスタジアム宮城） ※史上15人目（パ・リーグ7人目）
- シーズン通算2本のランニング本塁打：2016年 ※新人選手としてのパ・リーグシーズン最多記録
- シーズン通算3本の初回先頭打者初球本塁打：2017年 ※パ・リーグのシーズンタイ記録
- オールスターゲーム出場：1回（2019年）※2017年も選出されたが出場辞退

### 背番号
- 5（2016年[18] - 2024年）
- 8（2025年[68] - ）

### 登場曲
- 「君という名の翼」コブクロ（2016年、2021年途中 - 〈第6打席〉）
- 「止まらないHa〜Ha」矢沢永吉（2016年 - 2017年）
- 「輝く月のように」Superfly（2017年 、2019年、2021年途中 - 〈第4打席〉）
- 「365」ナオト・インティライミ（2017年途中 - 2018年、2021年途中 - 〈第5打席〉）
- 「パラボラ」Official髭男dism（2020年、2021年途中 - 〈第1・3打席〉）
- 「Laughter」Official髭男dism（2021年 - ）
- 「Everytime」CHEN & Punch（2021年途中 - ）[84]
- 「ラブレター」YOASOBI（2022年）
- 「僕らまた」SG（2022年）
- 「輝く月のように」Superfly（2023年 - 2024年）
- 「ノスタルジア」幾田りら（2025年 - ）

### 代表歴
- 2015年夏季ユニバーシアード野球日本代表